# Teratophthalma maenades
Teratophthalma maenades is een vlindersoort uit de familie van de prachtvlinders (Riodinidae), onderfamilie Riodininae.
Teratophthalma maenades werd in 1858 beschreven door Hewitson.